# Liste des maires de Grésy-sur-Isère
 (octobre 2024).
Si vous disposez d'ouvrages ou d'articles de référence ou si vous connaissez des sites web de qualité traitant du thème abordé ici, merci de compléter l'article en donnant les références utiles à sa vérifiabilité et en les liant à la section « Notes et références ».
Pour un article plus général, voir Grésy-sur-Isère.
La liste des maires de Grésy-sur-Isère rassemble la liste des maires de Grésy-sur-Isère en France depuis 1884.

## Liste des maires
| Période                                  | Période        | Identité          | Étiquette | Qualité                                |
| ---------------------------------------- | -------------- | ----------------- | --------- | -------------------------------------- |
| Les données manquantes sont à compléter. |                |                   |           |                                        |
| 1884                                     | 1886           | Joseph Maige      |           |                                        |
| 1886                                     | 1887           | Auguste Dunand    |           |                                        |
| 1887                                     | 1891           | François Feige    |           |                                        |
| 1891                                     | 1902           | Emmanuel Rey      |           |                                        |
| 1902                                     | 1908           | Pierre Metral     |           |                                        |
| 1908                                     | 1925           | Eugène Vionnet    |           |                                        |
| 1925                                     | 1929           | Charles Feige     |           |                                        |
| 1929                                     | août 1944      | Louis Blondin     |           |                                        |
| août 1944                                | septembre 1944 | René Trepier      |           |                                        |
| septembre 1944                           | mai 1945       | Jean Floret       |           |                                        |
| mai 1945                                 | novembre 1947  | René Trepier      |           | Vice-président du Comité de Libération |
| novembre 1947                            | 1962           | Louis Blondin     |           |                                        |
| 1962                                     | 1977           | Jean Ballaz       |           |                                        |
| 1977                                     | 1978           | Pierre Vergnay    |           |                                        |
| 1978                                     | 1986           | Jacques Gonnard   |           |                                        |
| 1986                                     | 1989           | Jean-Louis Rosset |           |                                        |
| 1989                                     | 1991           | Marc Verzotti     |           |                                        |
| Mars 1991                                | Octobre 2006   | Pierre Bonnet     |           |                                        |
| décembre 2006                            | mars 2008      | Michel Viallet    | PS        |                                        |
| mars 2008                                | 2014           | François Gaudin   |           |                                        |
| mars 2014                                | 2020           | François Gaudin   |           |                                        |
| mars 2020                                | 2026           | François Gaudin   |           |                                        |

## Biographie des maires

### François Gaudin
François Gaudin (né le 5 juin 1969 à Chambéry[réf. nécessaire]) est originaire de Chambéry-le-Haut. Il poursuit ses études à l'Université de Montpellier où il milite dans le milieu associatif.
Directeur de l'Association pour faciliter l'insertion professionnelle des jeunes diplômés Languedoc-Roussillon de 1995 à 2005, il est ensuite directeur de la Mission Locale d'Albertville-Vallée de la Tarentaise et d'Aix-les-Bains, il devient directeur de la Mission Locale du Bassin Annécien depuis 2017.
D'abord pressenti pour être candidat de la liste d'union de la droite et du centre à Chambéry, il est candidat la première fois à Grésy-sur-Isère et est élu maire en 2008, il est réélu en 2014 et en 2020. 
Il est premier vice-président de la Communauté de communes de la Haute Combe de Savoie de 2008 à 2016, date à laquelle la collectivité fusionne avec trois autres intercommunalités pour former la communauté d'agglomération Arlysère au 1er janvier 2017.
Il est depuis 2016, vice-président de la Communauté d'agglomération Arlysère chargé des politiques sociales, de la Petite Enfance et de l’Enfance-Jeunesse.
Investi par le parti Les Républicains pour la Quatrième circonscription de la Savoie aux Élections législatives françaises de 2022, il est éliminé avec 10.16 % des suffrages.

## Contexte

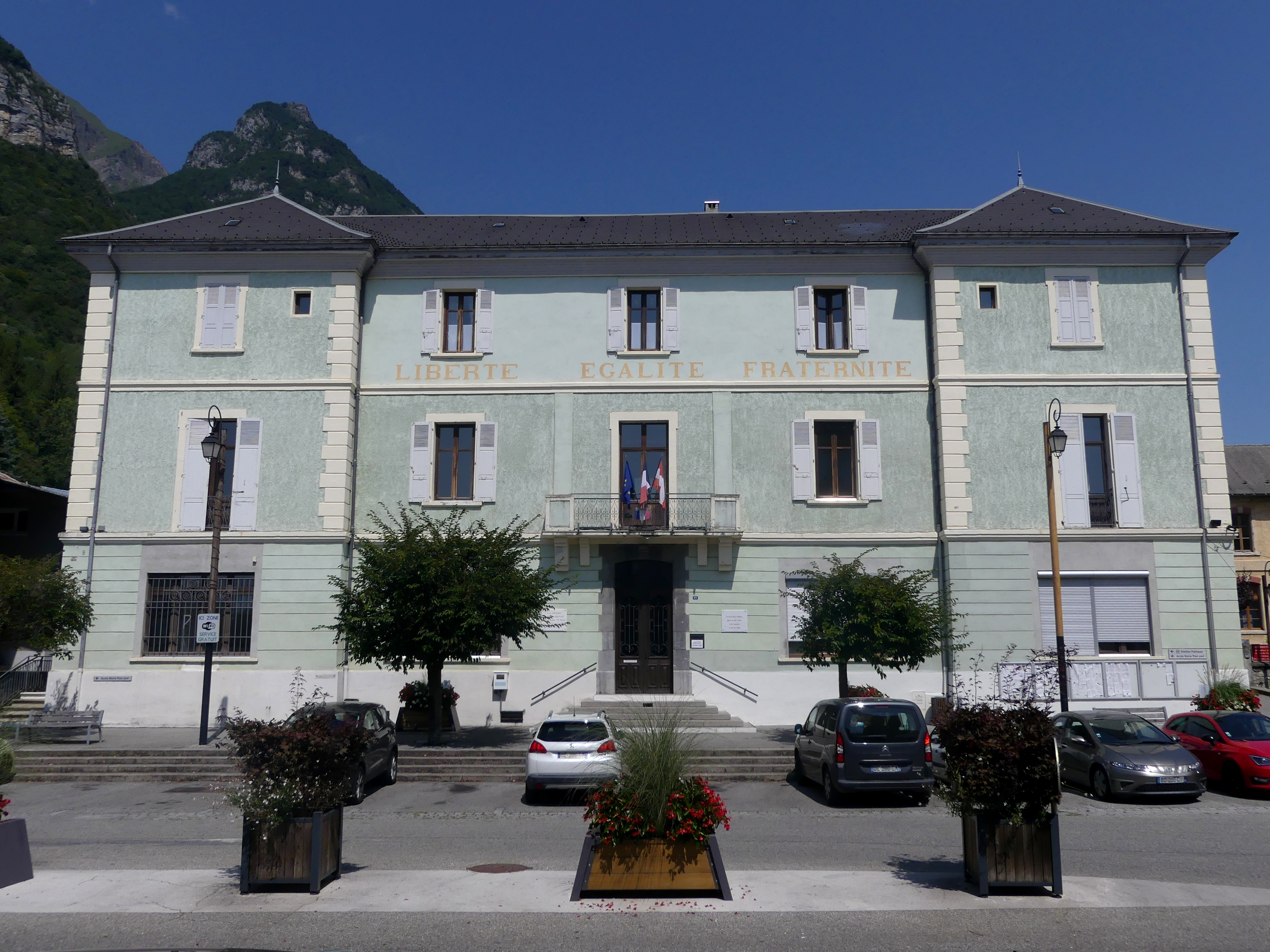
Mairie de Grésy-sur-Isère.